# Горішній Лом
Горішній Лом (болг. Горни Лом) — село у Видинській області Болгарії. Входить до складу общини Чупрене.

## Населення
За даними перепису населення 2011 року у селі проживали 725 осіб.
Національний склад населення села:
| Національність   | Кількість осіб | Відсоток |
| ---------------- | -------------- | -------- |
| болгари          | 538            | 75,6%    |
| цигани           | 174            | 24,4%    |
| турки            | 0              | 0%       |
| інша             | 0              | 0%       |
| не визначились   | 0              | 0%       |
| Всього відповіли | 712            |          |

Розподіл населення за віком у 2011 році:
Динаміка населення: